# Katsiaryna Snytsina
Katsiaryna Snytsina est une joueuse biélorusse de basket-ball née le 2 septembre 1985 à Öskemen (Kazakhstan).

## Biographie
Elle signe en février 2014 en France à Montpellier après le départ de Shameka Christon et la blessure de Gaëlle Skrela, après l’élimination de Tarsus en Europecoupe (12,9 points, 5,9 rebonds et 2,7 passes décisives en moyenne sur la compétition). Elle finit sa saison en France avec 7,9 points, 2,3 rebonds et le titre de champion de France. Peu après le championnat du monde 2014 (14,2 points, 4,0 rebonds et 2,8 passes décisives par rencontre), elle signe avec le club hongrois du DVTK Miskolc pour 11,6 points pare rencontre en Eurocoupe. en 2014-2015, ses statistiques au club de Canik Belediye sont de 17,0 points, 5,3 rebonds et 3,5 passes décisives. Elle signe pour la saison suivante pour un autre club turc Hatay Belediye.

## Clubs
| Saisons   | Équipe                                  | Pays        |
| 1999-2002 | Horizont Minsk                          | Biélorussie |
| 2002-2003 | COB Calais                              | France      |
| 2003-2004 | WBC Dynamo                              | Russie      |
| 2004-2006 | Dynamo Moscou                           | Russie      |
| 2006-2007 | Baltiïskaïa Zvezda Saint-Pétersbourg    | Russie      |
| 2006-2007 | Dynamo Novossibirsk                     | Russie      |
| 2007-2008 | Kamenogorsk                             | Kazakhstan  |
| 2007-2009 | Lotos Gdynia                            | Pologne     |
| 2009-2012 | Nadejda Orenbourg                       | Russie      |
| 2012-2012 | Horizont Minsk                          | Biélorussie |
| 2012-2013 | Tchevakata Vologda                      | Russie      |
| 2013-2014 | Tarsus Belediyesi                       | Turquie     |
| 2014-2014 | Basket Lattes Montpellier Agglomération | France      |
| 2014-2015 | DVTK Miskolc                            | Hongrie     |
| 2014-2015 | Canik Belediye                          | Turquie     |
| 2015-     | Hatay Belediye                          | Turquie     |